# Chamberlainia digastra
Chamberlainia digastra là một loài Rêu trong họ Brachytheciaceae. Loài này được (Müll. Hal. ex Kindb.) H. Rob. mô tả khoa học đầu tiên năm 1962.